# 야쓰카촌 (오카야마현)
야쓰카촌(八束村)은 오카야마현 북부에 위치해 돗토리현과 접했던 촌이다. 현재는 합병으로 마니와시가 되었다. 촌사무소는 히루야마 지역을 관할하는 마니와시청 히루야마 진흥국이 한때 놓여 있었다.

## 역사
- 1812년 - 쓰야마 번의 영지가 되었다.
- 1871년 - 폐번치현에 의해 호조현에 속하게 되었다.
- 1889년 6월 1일 - 정촌제 시행에 의해 아가타촌이 탄생하였다.
- 1902년 4월 1일 - 아가타촌, 가야베촌의 일부와 합병해 야스카촌이 성립하였다.
- 2005년 3월 31일 - 마니와군 오치아이정, 가쓰야마정, 구세정, 유바라정, 가와카미촌, 주카촌, 미카모촌, 야쓰카촌과 합병으로 마니와시가 되었다. 동일 호쿠보정은 폐지되었다.

## 교통

### 철도
- 서일본 여객철도 기신 선

### 도로
- 국도 제313호선 (일본)(일본어판)
- 국도 제482호선 (일본)(일본어판)